# Operacja Blalocka-Taussig
Operacja Blalocka-Taussig – paliatywny zabieg chirurgiczny wchodzący w zakres kardiochirurgii pediatrycznej wykonywany u pacjentów z przewodozależnymi siniczymi wadami serca. Celem procedury jest tymczasowe zwiększenie przepływu płucnego i zmniejszenie nasilenia sinicy, co poprawia stan dziecka przed kolejną operacją korekcyjną lub paliatywną. Technik operacji opracowali, między innymi, Alfred Blalock we współpracy z Helen Taussig oraz Vivienem Thomasem. 24 listopada 1944 Blalock przeprowadził pierwszą operację poprawiającą napływ krwi do tętnicy płucnej u dziecka.

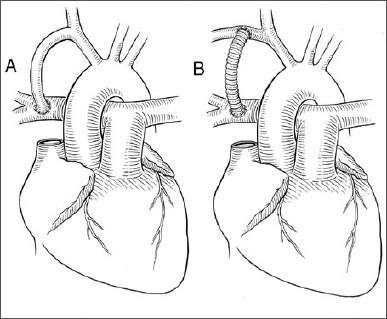
Schemat operacji Blalock-Taussig – połączenie prawej tętnicy podobojczykowej z prawą tętnicą płucną. A – pierwotne bezpośrednie połączenie. B – połączenie zmodyfikowane z użyciem protezy naczyniowej.

Istotą zabiegu jest odseparowanie gałęzi prawej tętnicy podobojczykowej lub gałęzi tętnicy szyjnej i przyłączenie jej do prawej tętnicy płucnej (klasyczna operacja Blalocka-Taussig) lub połączenie tętnicy podobojczykowej i płucnej za pomocą graftu naczyniowego (zmodyfikowana operacja Blalocka-Taussig).
Operacja Blalocka-Taussig jest pierwszym krokiem w procedurze Fontana.

## Technika
Zabieg nie jest już obecnie wykonywany w swojej pierwotnej formie. Niektóre ośrodki wykonują połączenie bezpośrednio z prawej komory do tętnicy płucnej (pomostowanie Sano). Pozwala to na uniknięcie zredukowanego rozkurczowego przepływu krwi w krążeniu wieńcowym występującego po klasycznym zabiegu Blalocka-Taussig.
Stosowane są dwa dostępy operacyjne: konwencjonalnie torakotomia, zwykle od przeciwnej strony łuku aorty (prawą tętnicę podobojczykową wychodzącą z pnia ramienno-głowowego łatwiej jest zmobilizować, niż lewą tętnicę podobojczykową) oraz sternotomia – preferowana i wykonywana przez część chirurgów wskazujących na rzadsze występowanie powikłań niż po torakotomii.

## Wskazania
Do wad serca, w których wykonywana jest operacja BT, należą:
- tetralogia Fallota
- atrezja zastawki płucnej
- całkowite przełożenie wielkich pni tętniczych
- dwuujściowa prawa komora
- dwunapływowa lewa komora
- anomalia Ebsteina

## Powikłania
Opracowania wskazują na częstsze występowanie powikłań u pacjentów operowanych przez torakotomię. Do najczęstszych należą: zakrzepica naczynia pomostującego/graftu (najczęstsze), zniekształcenie gałęzi tętnicy płucnej, nierównomierny wzrost gałęzi tętnicy płucnej, dłuższe gojenie się ran u dzieci, u których utrzymuje się sinica, skolioza, wykształcenie pobocznych dróg krążenia pomiędzy ścianą klatki piersiowej i płucami, uszkodzenie nerwu przeponowego, uszkodzenie zwojów sympatycznych i gorszy efekt kosmetyczny.